# Línguas pré-indo-europeias
O termo línguas pré-indo-europeias refere-se a diversas línguas não classificadas (não necessariamente relacionadas) que existiam na Europa pré-histórica e na Ásia do Sul antes da chegada de falantes de línguas indo-europeias.
Algumas destas línguas são atestadas apenas em substratos linguísticos de idiomas indo-europeus, porém, outras (como a etrusca, minoica, ibéricas, etc) são também atestadas com inscrições, que na maioria remontam à Idade do Bronze.
O único idioma sobrevivente pré-indo-europeu comprovado até agora é a língua basca.

## Ásia
- Substrato em sânscrito védico
  - Língua harapeana
- Língua veda (um dialeto do cingalês contendo substrato de léxico pré-cingalês)
- Línguas hurrito-urartianas e língua hatita (substratos nas línguas anatólias)

## Europa
- Hidrónimos antigos europeus (nomes de rios, lagos, etc)
- Substrato pré-helénico
  - Pelasgo
  - Eteocretense, minoica (Linear A)
  - Eteocipriota
- Pré-germânicas
  - Hipótese do substrato germânico
- Pré-celtas
  - Pré-celta continental:
    - Língua lígure antiga (v. t. Lígures)

  - Pré-celta das ilhas britânicas, ver assentamento celta da Grã-Bretanha e da Irlanda
    - Hipótese de substrato Goidélico (Gaélico)
    - Língua picta (às vezes classificada como Celta)
- Línguas tirrénicas, incluindo:
  - Língua etrusca
  - Língua rética
- Línguas paleo-hispânicas
  - Língua ibérica
  - Língua tartéssica
  - Língua basca
- Línguas pré-romanas de Itália não classificadas (excepto as relacionadas com a família tirrénica):
  - Língua camuna
  - Língua dos elimos
  - Língua picena setentrional
  - Língua paleosarda (protosárdica, nurágica): o substrato na língua sarda
  - Língua sicana

## Hipóteses
- Hipóteses de substrato germânico
- Línguas vascónicas
  - Hipótese de substrato vascónico
  - Línguas semíticas atlânticas

### Arqueologia
- Anthony, David with Jennifer Y. Chi (eds., 2009). The Lost World of Old Europe: The Danube Valley, 5000-3500 BC.
- Bogucki, Peter I. and Pam J. Crabtree (eds. 2004). Ancient Europe 8000 BC--1000 AD: An Encyclopedia of the Barbarian World. New York: Charles Scribner’s Sons.
- Gimbutas, Marija (1973). Old Europe c. 7000-3500 B.C.: the earliest European civilization before the infiltration of the Indo-European peoples. The Journal of Indo-European Studies 1/1-2. 1-20.
- Tilley, Christopher (1996). An Ethnography of the Neolithic. Early Prehistoric Societies in Southern Scandinavia. Cambridge University Press.

### Linguística
- Bammesberger, Alfred and Theo Vennemann (eds., 2003). Languages in Prehistoric Europe. Heidelberg: Carl Winter.
- Blench, Roger and Matthew Spriggs (eds. 1). Archaeology and Language. Vol. I. Theoretical and Methodological Orientations.
- Dolukhanov, Pavel M. (2003) Archaeology and Languages in Prehistoric Northern Eurasia // Japan Review, 15:175-186. http://shinku.nichibun.ac.jp/jpub/pdf/jr/IJ1507.pdf
- Fernández Álvarez, María Pilar; Prósper, Blanca María; Villar, Francisco; Jordán, Carlos. (2011). Lenguas, genes y culturas en la prehistoria de Europa y Asia suroccidental.
- Gimbutas, Marija (1989). The Language of the Goddess
- Greppin, John and T.L.Markey (eds., 1990). When Worlds Collide: The Indo-Europeans and the Pre-Indo-Europeans, Ann Arbor.
- Lehmann, Winfred P. Pre-Indo-European. Washington, DC: Institute for the Study of Man. 2002. ISBN 0-941694-82-8.
- Mailhammer, Robert (2010). Diversity vs. Uniformity. Europe before the Arrival of Indo-European Languages. http://www.lrz.de/~mailhammer/htdocs/pdf/SWE_paper-MTP_draft.pdf // to appear in: Mailhammer, Robert and Theo Vennemann. Linguistic Roots of Europe. Copenhagen: Museum Tusculanum Press.
- Pre-Indo-European // Encyclopedia of the Languages of Europe. Edited by: Glanville Price. 2000. eISBN 978-0-631-22039-8.
- Vennemann, Theo. Languages in Prehistoric Europe north of the Alps. http://www.scribd.com/doc/8670/Languages-in-prehistoric-Europe-north-of-the-Alps
- Vennemann, Theo (2008). Linguistic reconstruction in the context of European prehistory. Transactions of the Philological Society. Volume 92, Issue 2, pages 215–284, November 1994
- Woodard, Roger D. (ed., 2008) Ancient Languages of Asia Minor. Cambridge University Press.
- Woodard, Roger D. (2008) Ancient Languages of Europe. Cambridge University Press.